# Zeza
Zeza (Schilbe mystus) é uma espécie de peixe da família Schilbeidae.
É endémica do Uganda.
Os seus habitats naturais são lagos de água doce.